# Myocheong-Rebellion
Die Myocheong-Rebellion in den Jahren 1135 und 1136 war ein von dem Mönch Myocheong (gest. 1135) angeführter religiös inspirierter Umsturzversuch im Korea der Goryeo-Dynastie.
In den 1130er Jahren gewann der charismatische und im Volk beliebte buddhistische Mönch Myocheong Einfluss auf den koreanischen Herrscher Injong und brachte diesen dazu, eine Verlegung der Hauptstadt von Goryeo nach Pjöngjang aufgrund geomantischer Vorstellungen in Angriff zu nehmen, wobei Myocheong behauptete, dass eine Verlegung der Hauptstadt dazu führen würde, dass 36 Reiche Goryeo untertant sein würden. Er schloss hierunter das Jin-Reich ein. Myocheong suchte ebenfalls zu erreichen, dass Injong sich zum Kaiser ausrief und das Jin-Reich angriff. Injong erbaute bis 1129 einen neuen Palast (Taehwagung) in Pjöngjang.
Der König geriet unter Druck einflussreicher Beamter und musste daraufhin die geplante Verlegung der Hauptstadt absagen. Daraufhin führte Myocheong im Frühjahr 1135 einen Aufstand in Pjöngjang an, der zum Verlust der staatlichen Kontrolle über die Stadt führte. Die Rebellen riefen einen an utopischen Idealen orientierten neuen Staat namens Daewi aus und gewannen schnell die Kontrolle über die nordwestlichen Regionen Goryeos. Gesandte der Regierung wurden verhaftet, und der Pass in die Nordregionen wurde abgeschnitten.
Der königliche Feldherr Kim Bu-sik gewann die abgefallenen Territorien des Nordwestens wieder zurück und kreiste Pjöngjang ein. Der Rebellenführer Jo Gwang tötete Myocheong und weitere Anführer der Rebellen. Er schickte ihre Köpfe zu Kim Busik, um eine Kapitulation zu erwirken. Dieser lehnte jedoch ab. Nachdem Jo Unterhändler der Regierung getötet hatte, wurde die Rebellion im Februar 1136 besiegt.